# 池尻善兵衛
池尻善兵衛（いけじり ぜんべい）は屋号を「江戸屋」と称し、江戸時代に東海道枚方宿の本陣職と宿役人、三矢村の庄屋を兼帯し、幕末まで代々世襲した池尻家の当主が代々名乗った名である。

## 概要
建物は現存しないが、記録によれば屋敷地約500坪、建坪面積約250坪、室数約25部屋で相当の格式を持つ建物だったらしく、その規模は東海道で最大級の草津宿本陣「田中七左衛門家」に匹敵する大きな構えであったとされる。紀州侯の定宿と、西国の大名の休息処となっており、宿内での権威も相当なものであったとされる。
しかし、特に余業を持たなかった池尻家は、本陣が廃止された明治以降転居したと伝えられる。
池尻善兵衛の転居先は、紀伊の国（現在の和歌山県海草郡紀美野町）に建物の一部を移築　建築物は、老朽化しているが現存する。